# Euxoa huebneroides
Euxoa huebneroides är en fjärilsart som beskrevs av Charles Boursin 1940. Euxoa huebneroides ingår i släktet Euxoa och familjen nattflyn. Inga underarter finns listade i Catalogue of Life.